# Puchar Drugiej Ligi Ukrainy w piłce nożnej (2000/2001)
Puchar Drugiej Ligi Ukrainy 2000/2001 - II rozgrywki ukraińskiej PFL spośród drużyn Drugiej Lihi, mające na celu wyłonienie zdobywcy Pucharu Drugiej Ligi oraz półfinalistów, którzy kwalifikują się tym samym do Pucharu Ukrainy sezonu 2000/01. Sezon trwał od 29 lipca 2000 do 9 maja 2001.
W sezonie 2000/2001 rozgrywki te składały się z:
- meczów rundy wstępnej (1/32 finału),
- meczów 1/16 finału,
- meczów 1/8 finału,
- meczów 1/4 finału,
- meczów 1/2 finału,
- meczu finałowego.

## Drużyny
Do rozgrywek Pucharu przystąpiło 44 kluby Drugiej Lihi.
| Kluby Drugiej Lihi: | | |
| - Adoms Krzemieńczuk - Arsenał Charków - Awanhard Roweńky - Cementnyk-Chorda Mikołajów - Czornomoreć-2 Odessa - Desna Czernihów - Dnipro-3 Dniepropetrowsk - Dynamo Lwów - Dynamo-3 Kijów - Enerhetyk Bursztyn - FK Czerkasy-2 - FK Kałusz - FK Krasiłów - Frunzeneć-Liha-99 Sumy - Hałyczyna Drohobycz | - Hazowyk Komarno - Hirnyk-Sport Komsomolsk - Karpaty-2 Lwów - Krywbas-2 Krzywy Róg - Maszynobudiwnyk Drużkiwka - Metalist-2 Charków - Metałurh-2 Mariupol - Metałurh-2 Zaporoże - Naftowyk Dolina - Obołoń-PPO-2 Kijów - Olimpija FK AES Jużnoukraińsk - Ołkom Melitopol - Oskił Kupiańsk - Polissia Żytomierz - Portowyk Iljiczewsk | - Prykarpattia-2 Iwano-Frankowsk - Rihonda Biała Cerkiew - SK Chersoń - Sokił Złoczów - Stal-2 Ałczewsk - Systema-Boreks Borodzianka - Szachtar-3 Donieck - Techno-Centr Rohatyn - Ternopil-Nywa-2 Tarnopol - Torpedo Zaporoże - Tytan Armiańsk - Weres Równe - Worskła-2 Połtawa - Zoria Ługańsk |

## Terminarz rozgrywek

### Runda wstępna (1/32 finału)
| 9 lipca 2000                   |     |                               |                   |
| Ternopil-Nywa-2 Tarnopol       | 0:3 | FK Krasiłów                   |                   |
| Sokił Złoczów                  | 4:0 | FK Kałusz                     |                   |
| Karpaty-2 Lwów                 | 2:1 | Hałyczyna Drohobycz           |                   |
| Dynamo-3 Kijów                 | +:- | Weres Równe                   | Weres zrezygnował |
| Prykarpattia-2 Iwano-Frankowsk | 0:0 | Techno-Centr Rohatyn          | (k. 4:2)          |
| Desna Czernihów                | 3:1 | Rihonda Biała Cerkiew         |                   |
| FK Czerkasy-2                  | 2:1 | Hirnyk-Sport Komsomolsk       |                   |
| Dnipro-3 Dniepropetrowsk       | 1:2 | Frunzeneć-Liha-99 Sumy        |                   |
| SK Chersoń                     | 0:1 | Tytan Armiańsk                |                   |
| Metałurh-2 Zaporoże            | 3:1 | Ołkom Melitopol               |                   |
| Portowyk Iljiczewsk            | 0:2 | Olimpija FK AES Jużnoukraińsk |                   |
| Stal-2 Ałczewsk                | 1:0 | Awanhard Roweńky              |                   |

### 1/16 finału
| 6 sierpnia 2000                |     |                            |          |
| Olimpija FK AES Jużnoukraińsk  | 2:0 | Czornomoreć-2 Odessa       |          |
| Sokił Złoczów                  | 1:0 | Hazowyk Komarno            |          |
| Maszynobudiwnyk Drużkiwka      | 2:0 | Metałurh-2 Mariupol        |          |
| Enerhetyk Bursztyn             | 5:0 | Dynamo Lwów                |          |
| Metałurh-2 Zaporoże            | 1:0 | Torpedo Zaporoże           |          |
| Prykarpattia-2 Iwano-Frankowsk | 1:5 | Polissia Żytomierz         |          |
| Zoria Ługańsk                  | 6:2 | Stal-2 Ałczewsk            |          |
| Tytan Armiańsk                 | 3:1 | Krywbas-2 Krzywy Róg       |          |
| Szachtar-3 Donieck             | 2:0 | Metalist-2 Charków         |          |
| Worskła-2 Połtawa              | 0:2 | Arsenał Charków            |          |
| Desna Czernihów                | 1:1 | Obołoń-PPO-2 Kijów         | (k. 5:6) |
| FK Krasiłów                    | 2:3 | Naftowyk Dolina            |          |
| Dynamo-3 Kijów                 | 1:1 | Systema-Boreks Borodzianka | (k. 2:3) |
| Cementnyk-Chorda Mikołajów     | 1:0 | Karpaty-2 Lwów             |          |
| Frunzeneć-Liha-99 Sumy         | 2:1 | Oskił Kupiańsk             |          |
| Adoms Krzemieńczuk             | 2:0 | FK Czerkasy-2              |          |

### 1/8 finału
| 16 sierpnia 2000           |     |                               |        |
| Systema-Boreks Borodzianka | 0:1 | Polissia Żytomierz            |        |
| Obołoń-PPO-2 Kijów         | 2:0 | Adoms Krzemieńczuk            |        |
| Frunzeneć-Liha-99 Sumy     | 0:2 | Tytan Armiańsk                |        |
| Maszynobudiwnyk Drużkiwka  | 4:1 | Zoria Ługańsk                 |        |
| Naftowyk Dolina            | 1:2 | Sokił Złoczów                 |        |
| Cementnyk-Chorda Mikołajów | 0:1 | Enerhetyk Bursztyn            |        |
| Metałurh-2 Zaporoże        | 2:1 | Olimpija FK AES Jużnoukraińsk |        |
| Arsenał Charków            | 1:0 | Szachtar-3 Donieck            | (dod.) |

### 1/4 finału
| 30 sierpnia 2000          |     |                     |        |
| Sokił Złoczów             | 1:0 | Enerhetyk Bursztyn  |        |
| Polissia Żytomierz        | 4:0 | Obołoń-PPO-2 Kijów  |        |
| Tytan Armiańsk            | 1:0 | Metałurh-2 Zaporoże |        |
| Maszynobudiwnyk Drużkiwka | 3:2 | Arsenał Charków     | (dod.) |

### 1/2 finału
| 2 maja 2001    |     |                           |  |
| Sokił Złoczów  | 0:2 | Polissia Żytomierz        |  |
| Tytan Armiańsk | 3:0 | Maszynobudiwnyk Drużkiwka |  |

### Finał
Mecz finałowy rozegrano 9 maja 2001 na Stadionie CSKA w stolicy Kijowie.
| Polissia Żytomierz | 4:0 | Tytan Armiańsk |  |